# Berryville (Arkansas)
Berryville – miasto w Stanach Zjednoczonych, w stanie Arkansas, siedziba administracyjna hrabstwa Carroll.